# Thèze (Pirineos Atlánticos)
 Thèze  (en occitano Tèsa) es una población y comuna francesa, en la región de Aquitania, departamento de Pirineos Atlánticos, en el distrito de Pau. Es el chef-lieu del cantón de Thèze, aunque Navailles-Angos la supera en población.

## Demografía
| 350 | 345 | 345 | 455 | 568 | 697 |
| Para los censos de 1962 a 1999 la población legal corresponde a la población sin duplicidades (Fuente: INSEE [Consultar]) |     |     |     |     |     |